# Wisch (Oude IJsselstreek)
Wisch war eine Gemeinde der Provinz Gelderland in den Niederlanden.
Die Gemeinde Wisch hatte 19.481 Einwohner (Stand: 31. Dezember 2004), deren Hauptort war Varsseveld. Am 1. Januar 2005 wurde Wisch mit Gendringen zur neuen Gemeinde Oude IJsselstreek zusammengelegt.

## Geschichte
Wisch war namensgebend für die Herrschaft Wisch. Die Herren von Wisch waren ursprünglich Ministerialen des Bischofs von Münster und stammten aus Wisch bei Billerbeck. Sie errichteten um 1330 eine kleine Herrschaft im Gelderland, deren Residenz zunächst die alte Burg Wisch (im 16. Jahrhundert zerstört) und später das Kasteel Wisch in Terborg war. Die Herren von Wisch gehörten zu den vier Familien der Ritterschaft der alten Grafschaft Zutphen (im Herzogtum Geldern), die sich als Bannerherren bezeichnen durften. 1539 brachte Irmgard von Wisch die Herrschaft in ihre Ehe mit Georg von Limburg-Styrum ein. Um 1700 wurde die Herrschaft durch die Grafen von Limburg-Stirum an das Haus Nassau-Siegen verkauft.

## Politik

### Sitzverteilung im Gemeinderat
Bis zur Auflösung der Gemeinde ergab sich seit 1990 folgende Sitzverteilung:
| Partei               | Sitze | Sitze | Sitze | Sitze |
| Partei               | 1990  | 1994  | 1998  | 2002  |
| -------------------- | ----- | ----- | ----- | ----- |
| CDA                  | 5     | 4     | 5     | 6     |
| Gemeentebelang Wisch | 3     | 4     | 4     | 4     |
| PvdA                 | 4     | 3     | 4     | 3     |
| Silvolde 2000        | 3     | 4     | 2     | 2     |
| VVD                  | 2     | 2     | 2     | 2     |
| GAS Wisch            | 0     | —     | —     | —     |
| Gesamt               | 17    | 17    | 17    | 17    |